# Pasiphaea japonica
Pasiphaea japonica är en kräftdjursart som beskrevs av Omori 1976. Pasiphaea japonica ingår i släktet Pasiphaea och familjen Pasiphaeidae. Inga underarter finns listade i Catalogue of Life.